# Dervenci
I Dervenci, anche noti come Derbendci o Derbentler, erano la più diffusa tipologia di milizia ausiliaria dell'esercito ottomano.

Si tratta di intere comunità cui veniva affidato, in ragione dell'ubicazione del loro villaggio, il compito di sorvegliare un passo montano, un ponte o una strada importante. Il nome deriva dalla parola di lingua persiana "Dar-band" che significa ad un tempo "cancello" e "usciere".
Il territorio oggetto dell'attività di sorveglianza dei dervenci (di fatto una sorta di gendarmeria) era appunto il "derven".

Dal termine del XVIII secolo, l'autorità centrale costantinopolitana affidò la gestione dei vari derven sparsi sul territorio imperiale ad un ufficio precipuo, il Derbendat Başbuğluğu (lett. "Ministero dei Passi"), cui spettava il compito di nominare gli ufficiali (derbendat başbuğ) di carica annuale preposti ai vari derven.